# Thecagaster coronata
Thecagaster coronata – gatunek ważki z rodziny szklarnikowatych (Cordulegastridae). Opisał go w 1916 roku szkocki entomolog Kenneth Morton, nadając mu nazwę Cordulegaster coronatus. Występuje od północno-wschodniego Iranu po Kirgistan. Takson ten bywał przez niektórych autorów traktowany jako podgatunek Cordulegaster insignis.